# Сторожи Первые
Сторожи Первые — хутор в Староминском районе на севере Краснодарского края.
Входит в состав Куйбышевского сельского поселения.
Постоянное население хутора — 183 человека (2007).

## География
Находится в 14 км от станицы Канеловской.

## Население
| 2002 | 2010 |
| ---- | ---- |
| 184  | ↘170 |